# 6 Gwardyjski Korpus Pancerny

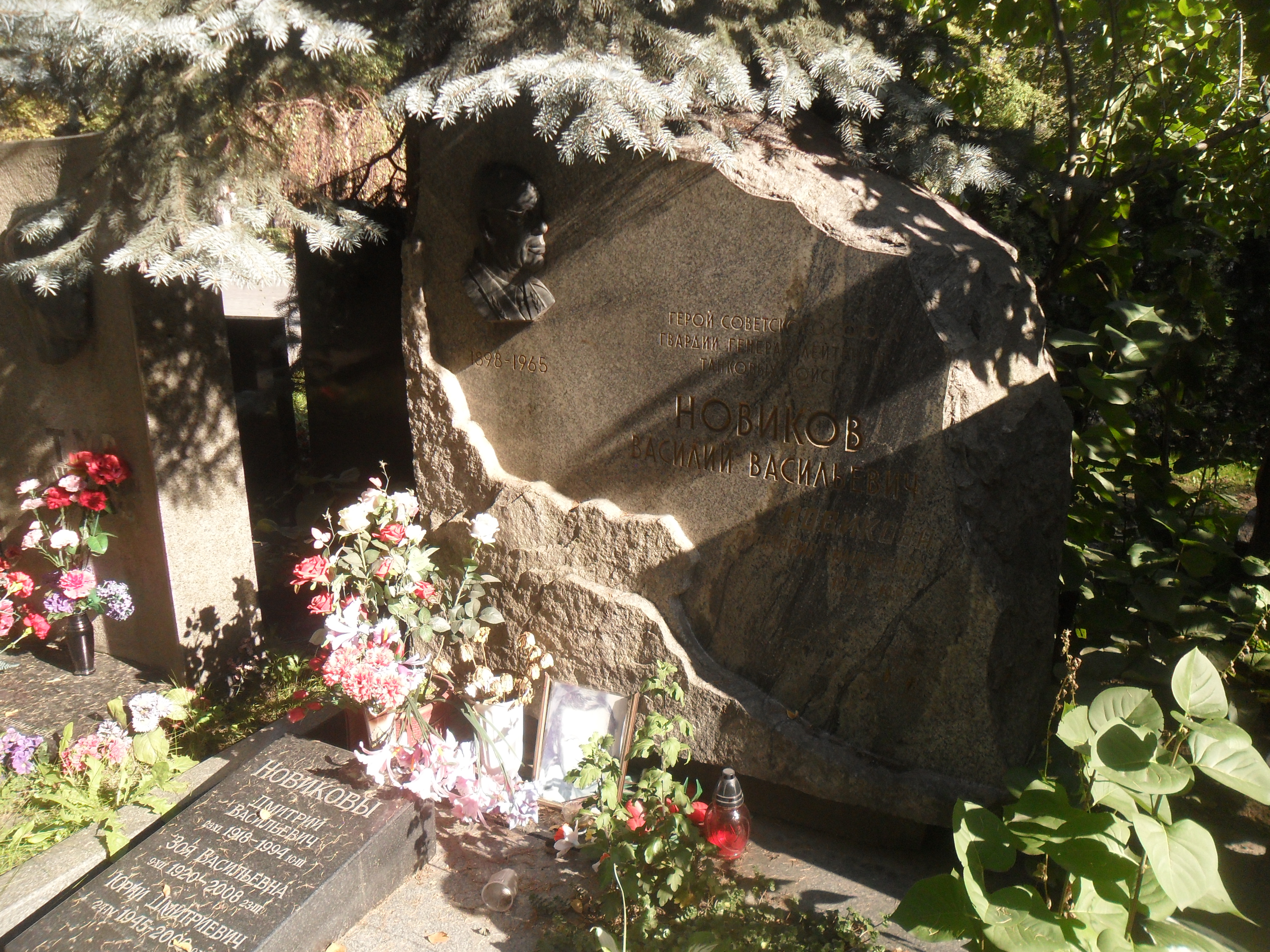
Nagrobek Wasilija Nowikowa, dowódcy 6 Gwardyjskiego Korpusu Pancernego. Cmentarz w Moskwie

6 Berliński Gwardyjski Korpus Pancerny odznaczony Orderem Lenina, Czerwonego Sztandaru, Suworowa i Bohdana Chmielnickiego (ros. 6-й гвардейский танковый Берлинский ордена Ленина, Краснознамённый, орденов Суворова и Богдана Хмельницкого корпус) – jednostka pancerna Armii Czerwonej z okresu II wojny światowej.

## Historia
6 Gwardyjski Korpus Pancerny został sformowany w 1942, z przemianowania 12 Korpusu Pancernego. Uczestnicząc w walkach na froncie wschodnim wchodził w skład  3 Gwardyjskiej Armii Pancernej. Dowodzony był przez gen. mjr Wasilija Nowikowa. W 1944 uczestniczył w operacji lwowsko-sandomierskiej Armii Czerwonej uczestnicząc w walkach o Przemyśl. Następnie brał udział w walkach na przyczółku baranowsko-sandomierskim. Pod Oględowem oddział ze składu 53 Gwardyjskiej Brygady Pancernej dowodzony przez Aleksandra Oskina powstrzymał niemieckie natarcie przeprowadzone z użyciem czołgów ciężkich Tiger II. 
W czasie operacji wiślańsko-odrzańskiej 6 Korpus prowadząc natarcie (po sforsowaniu rzeki Pilicy) 17 stycznia 1945 dotarł na przedpola Piotrkowa Trybunalskiego, będącego silnym punktem obrony niemieckiej. Razem z innymi jednostkami uczestniczył w walkach o miasto, które zostało zdobyte w dniu następnym. Kontynuując ofensywę uczestniczył w walkach o Wieruszów, Lubań, Chocianów i Zgorzelec, a zakończył w rejonie czeskiej Pragi. 
Wcześniej w składzie 3 Gwardyjskiej Armii Pancernej 6 Gwardyjski Korpus Pancerny zdobył stolicę III Rzeszy.

## Dowództwo korpusu
Dowódcy:
- gen. mjr Mitrofan Zińkowicz[9] (26.07.1943 - 24.09.1943†)
- gen. mjr Iwan Suchow (24.09.1943 - 05.10.1943),
- gen. por. Aleksiej Panfiłow (05.10.1943 - 25.04.1944),
- gen. por. Wasilij Nowikow[3][10] (04.04.1944 - 06.01.1945)
- gen. por. Wasilij Mitrofanow (06.01.1945 - 30.06.1945)[11]

Szefowie sztabu:
- płk Beniamin Czernow (26.07.1943 - 06.11.1943)
- płk Paweł Pinczuk (07.11.1943 - 30.04.1944)
- płk Siergiej Lebiediew (01.04.1944 - 30.06.1945)[12]

## Struktura organizacyjna
- 51 Gwardyjska Brygada Pancerna, dowódca: płk Iwan Czugunkow[13]
- 52 Gwardyjska Brygada Pancerna, dowódca: płk Ludwik Kurist[14]
- 53 Gwardyjska Brygada Pancerna, dowódca: płk Wasyl Archipow[15]
- 22 Gwardyjska Brygada Piechoty Zmotoryzowanej[16], dowódca: płk Mikołaj Michajłow[13]